# Saint-Fiacre (Seine-et-Marne)
Saint-Fiacre ist eine französische Gemeinde mit 490 Einwohnern (Stand: 1. Januar 2022) im Département Seine-et-Marne in der Region Île-de-France. Sie gehört zum Arrondissement Meaux und zum Kanton Serris (bis 2015: Kanton Crécy-la-Chapelle).

## Geographie
Saint-Fiacre liegt etwa 45 Kilometer ostnordöstlich von Paris. Umgeben wird Saint-Fiacre von den Nachbargemeinden Fublaines im Norden und Nordwesten, Villemareuil im Osten sowie Boutigny im Süden und Westen.

## Bevölkerungsentwicklung
| Jahr                      | 1962 | 1968 | 1975 | 1982 | 1990 | 1999 | 2006 | 2013 |
| Einwohner                 | 116  | 136  | 332  | 376  | 350  | 389  | 371  | 407  |
| Quelle: Cassini und INSEE |      |      |      |      |      |      |      |      |

## Sehenswürdigkeiten
- Kirche Saint-Fiacre aus dem 17. Jahrhundert
- Kapelle
- Ruinen des Klosters von Saint-Fiacre

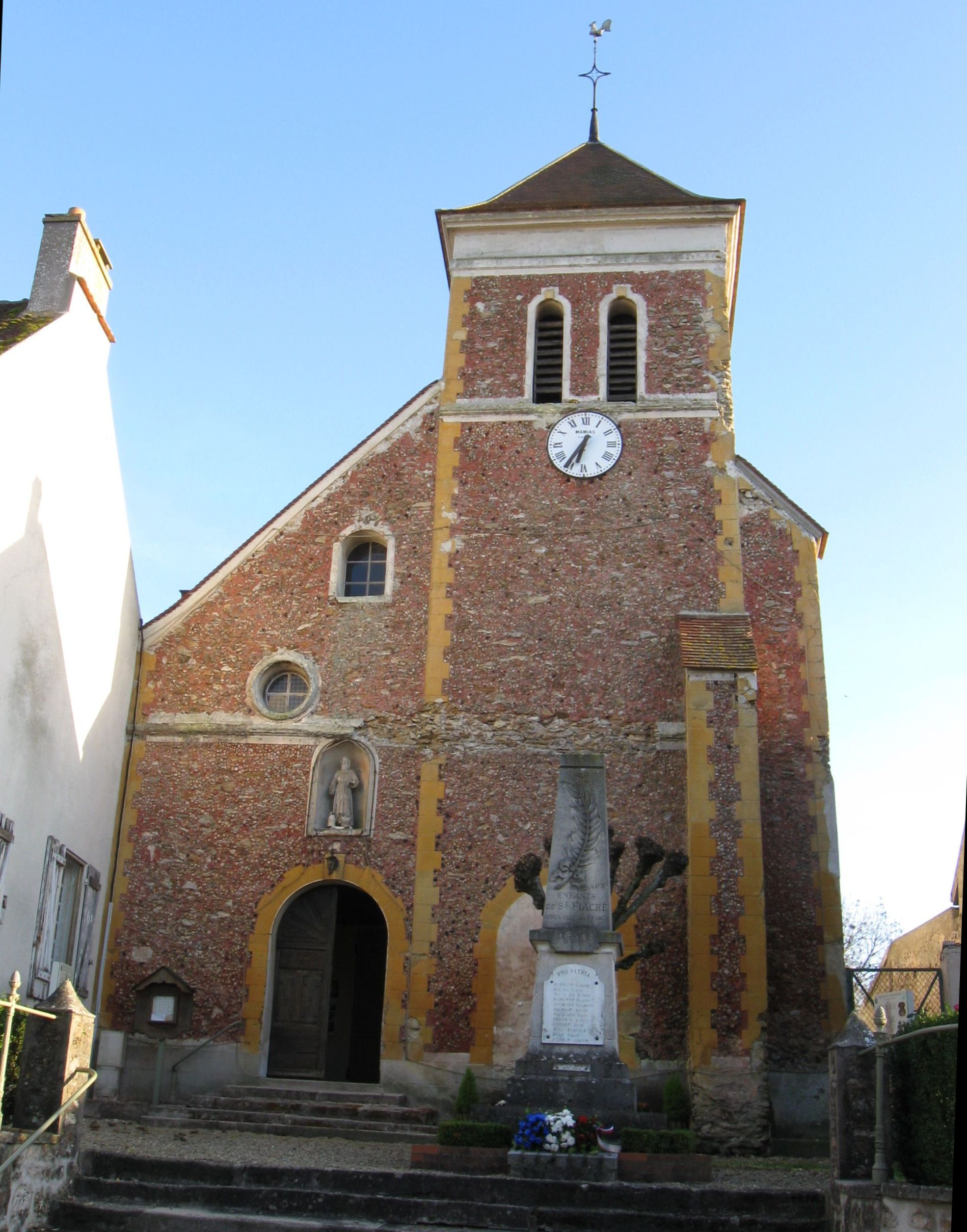
Kirche Saint-Fiacre